# Finspång
Finspång [ˈfinspɔŋ] ist eine Ortschaft (tätort) in der schwedischen Provinz Östergötlands län und der historischen Provinz Östergötland.

## Geschichte

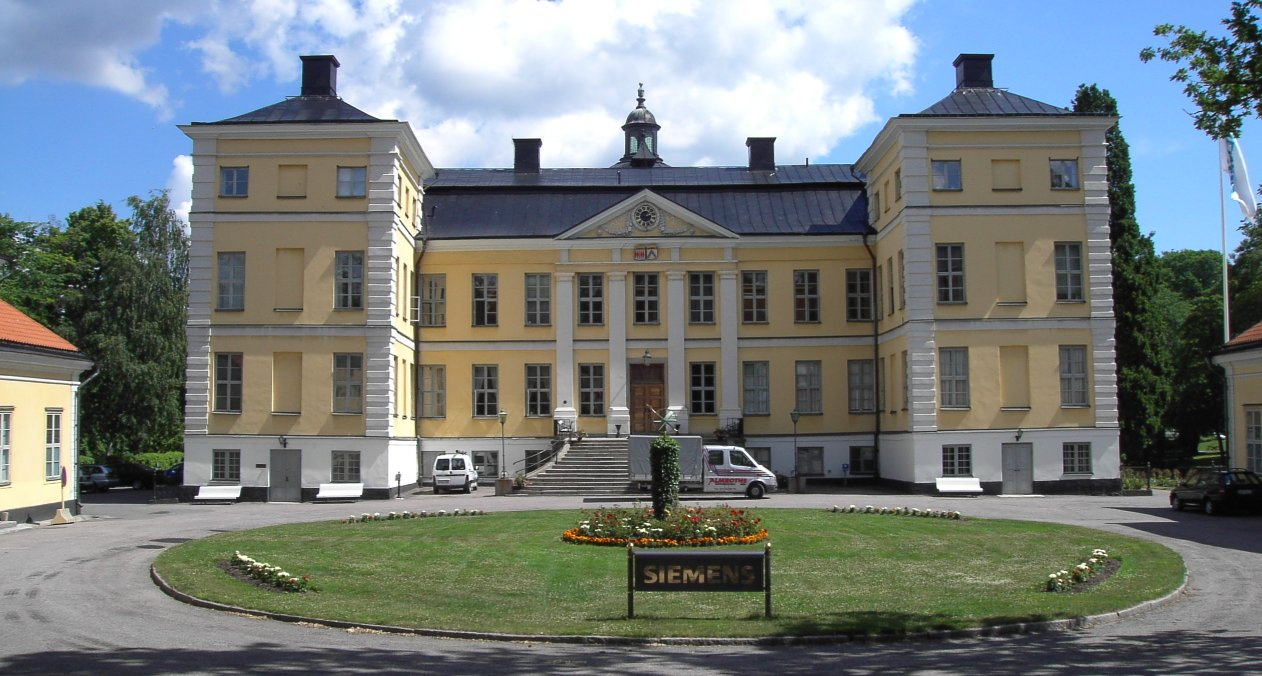
Schloss Finspång

Der heutige Hauptort der Gemeinde Finspång gewann 1580 an Bedeutung, als König Johann III. den Holländer Wellam de Wijk beauftragte, im Ort Kanonen und dazugehörige Kugeln für das schwedische Militär zu produzieren. Diese Produktion in der Finspångs styckebruk wurde über die nächsten 300 Jahre unter Leitung des belgischen Adelsgeschlechts de Geer fortgesetzt. Auch heute ist die Stahlindustrie der wichtigste Wirtschaftszweig in Finspång.
Louis de Geer (1622–1695) ließ 1668 auf einer langgestreckten Insel im Fluss Finspångå das Schloss Finspång errichten. Zum Schloss gehören eine Orangerie und ein Gartenhaus.
Trotz seiner wirtschaftlichen Bedeutung erhielt Finspång nie die Stadtrechte, war jedoch ab dem 17. Jahrhundert Hauptort der sieben Kirchspiele (socken) umfassenden Harde Finspånga läns härad, die das Territorium der heutigen Gemeinde Finspång sowie Teile der benachbarten Gemeinden Motala und Norrköping vereinte. Erst 1942 wurde der Ort als Minderstadt (köping) aus der seit 1863 bestehenden Landgemeinde Risinge landskommun (nach der östlich etwas außerhalb von Finspång gelegenen Kirche Risinge kyrka) herausgelöst.

## Verkehr
Bereits 1854 war Finspång auf Grund seiner Industrie über eine Schiffsverbindung über den See Glan und einer Pferdebahn, der Fiskeby Järnväg, mit dem Hafen in Norrköping verbunden. Schiffsverbindung und Bahnstrecke gehörten der Fiskeby jernvägs- och ångbåts AB. Ab 1873 wurde das Dampfschiff Glan eingesetzt.

## Städtepartnerschaften
- Finsterwalde in Deutschland, seit 2002

## Söhne und Töchter der Stadt
- Bertil Andersson (* 1948), Biochemiker
- Sören Cratz (* 1948), Fußballtrainer
- Carl De Geer (1720–1778), Industrieller, Zoologe und Entomologe
- Louis De Geer (Politiker, 1818), erster Ministerpräsident (Justitiestatsminister) Schwedens
- Liselotte Neumann (* 1966), Profigolferin
- Robert Steiner (* 1973), Fußballspieler
- Dan Swanö (* 1973), Musikproduzent, Sänger und Rockmusiker